# Васюсина, Надежда Максимовна
Надежда Максимовна Васюсина (род. 4 января 1925, Верхнеглубокое, Уральская область) — доярка совхоза «Лебяжьевский» Лебяжьевского района Курганской области, Герой Социалистического Труда.

## Биография
Надежда Максимовна Васюсина родилась 4 января 1925 года в деревне Верхне-Глубокое Лебяжьевского-2 (Станционного) сельсовета Лебяжьевского района Курганского округа Уральской области РСФСР. Деревни Верхне-Глубокое 1-е и Верхне-Глубокое 2-е были объединены в деревню Верхнеглубокое; ныне деревня входит в Лебяжьевский муниципальный округ Курганской области.
Окончила шесть классов, работала в колхозе телятницей. В 1944 году перешла в промкомбинат, шила варежки для фронта. После войны работала там же продавцом.
С 1956 года доярка совхоза «Лебяжьевский». В 1964 году стала лучшей в районе, получив от каждой коровы 3017 кг молока. В следующем году снова увеличила надои.
Указом Президиума Верховного Совета СССР от 22 марта 1966 года за успехи в развитии животноводства присвоено звание Героя Социалистического Труда.
Избиралась депутатом Курганского областного Совета депутатов трудящихся.
С 1980 года на пенсии, живёт в городе Кургане.
В октябре 2002 года стала одним из соучредителей Курганской региональной общественной организации Героев Социалистического Труда и полных кавалеров ордена Трудовой Славы (ликвидировано в 2006 году).

## Награды
- Герой Социалистического Труда, 22 марта 1966 года
  - Орден Ленина № 364649
  - Медаль «Серп и Молот» № 11364